# 莫文 (北卡羅萊納州)
莫文（英語：Morven）是一個位於美國北卡羅萊納州安森縣的城鎮。

## 人口
根據2020年美國人口普查的數據，莫文的面積為2.66平方千米，皆為陸地。當地共有人口329人，而人口密度為每平方千米124人。